# BK Forward
Bollklubben Forward is een Zweedse voetbalclub uit Örebro. De club werd opgericht in 1934 als IF Svea en komt uit in de hogere amateurreeksen. In de geschiedenis speelde het enkele seizoenen op het tweede niveau. De geel-zwarten staan in de schaduw van grote broer Örebro SK.

## Bekende (oud-)spelers
- Jimmy Durmaz
- Jiloan Hamad